# 丙型线形病毒科
丙型线形病毒科（学名：Gammaflexiviridae），也称伽马线形病毒科，为芜菁黄花叶病毒目的一个科。只有Mycoflexivirus一属。

## 下级分类
Mycoflexivirus属包括以下病毒：
- Botrytis virus F
- Botrytis virus X